# مارشال هوكينز
مارشال هوكينز (3 أغسطس 1924 في الولايات المتحدة - 28 أكتوبر 2010 في الولايات المتحدة) (بالإنجليزية: Marshall Hawkins) هو لاعب كرة سلة أمريكي في مركز هجوم صغير الجسم. لعب مع إنديانابولس أولمبيانز وأوشكوش أول ستارز ‏.

## وصلات خارجية
- مارشال هوكينز على موقع إن بي أي (الإنجليزية)
- مارشال هوكينز على موقع سبورتس رفرنس (الإنجليزية)
- مارشال هوكينز على موقع كلية كرة السلة في سبورتس رفرنس.كوم (الإنجليزية)
- مارشال هوكينز على موقع ريلجم (الإنجليزية)
- مارشال هوكينز على موقع بروبوليرز (الإنجليزية)
- مارشال هوكينز على موقع سبورتس رفرنس (الإنجليزية)